# Adblock Plus
Adblock Plus és una extensió per Mozilla Firefox, Thunderbird, SeaMonkey, Songbird, Prism, Google Chrome, K-Meleon i Internet Explorer que realitza la funció de filtre de continguts. Adblock Plus permet als usuaris evitar que elements de les pàgines webs, com la publicitat, siguin llegits i siguin mostrats en la pantalla. Amb això s'accelera, a més, la velocitat i renderitzat de les pàgines.
Aquest programa ha estat inclòs en la llista de complements de Firefox des del 17 de gener de 2006. A causa de la seva massiva utilització, s'han reportat diàriament a prop 80 mil descàrregues arribant a 100 milions en total.

## Adblock Plus
Adblock Plus se centra en la facilitat d'ús amb moltes noves característiques que se sumen a les del Adblock. La seva finestra principal té elements de menú en la part superior. A més, la llista d'elements bloquejables s'integra com un panell en la part inferior, que pot ser separada de la finestra principal. A més del bloqueig regular d'anuncis, pot ser usada per l'ocultació d'elements de la pàgina web. Altres noves característiques inclouen les estadístiques del filtre (comptador de quantes vegades s'ha usat, "hits") i la capacitat d'activar o desactivar els filtres individuals, sense eliminar-los.

### Com funciona?
Igual que el bloquejador d'imatge incorporat en Mozilla, Adblock bloqueja les peticions HTTP d'acord amb la seva adreça d'origen i pot bloquejar IFrames, scripts, i Flaix. També usa fulles d'estil (stylesheets) d'usuari generats automàticament per ocultar, en comptes de bloquejar, elements tals com a publicitat en forma de text d'una pàgina a mesura que aquesta es carrega. Aquesta característica és coneguda com a ocultació d'elements.

### Història
Michael McDonald va crear Adblock Plus 0.5, que va millorar al Adblock incorporant les següents característiques:
- Whitelisting
- Suport per bloquejar imatges de fons.
- Subscripció a filtres amb una adreça fixa i l'actualització automàtica d'ells.
- Capacitat d'ocultar elements de l'HTML el que permet bloquejar un rang major d'imatges.
- Capacitat d'ocultar publicitat segons lloc a més de globalment.
- Correcció d'errors de fugida de memòria (memory leak)

El 2016 col·laborà amb Flattr per tirar endavant un sistema que permetera i facilitara el micropagament per part dels usuaris cap als creadors de contingut en línia anomenat Flattr Plus.

## Filtres

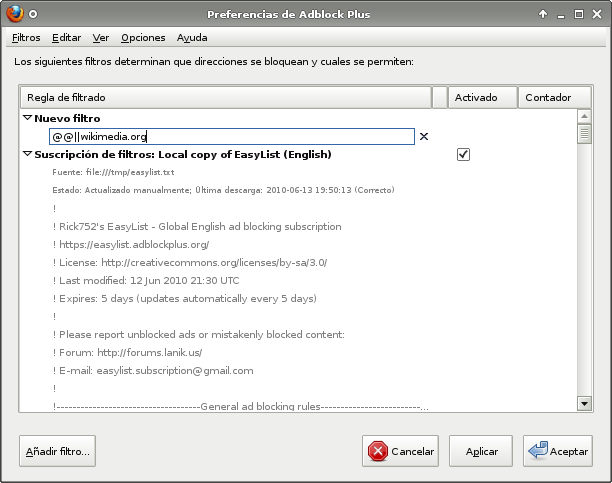
Llista de filtres.

Les regles de filtres bàsiques poden incloure comodins (wildcards) representats per asteriscos (). Els llocs i els objectes poden introduir-se en la llista blanca en col·locar-los un prefix dues arroves (@@), això fa que no siguin filtrats i que es pugui veure el seu contingut. Poden ser usades les expressions regulars delimitades per slashes (/). Adblock Plus també suporta una sintaxi més sofisticada que dona un control fi sobre els filtres.

### Subscripcions de llistes de filtres
Els usuaris poden agregar conjunts de filtres (filtersets) externs. Adblock Plus inclou la capacitat d'usar una o més subscripcions externes de filtres que s'actualitzen automàticament. Filterset. G és incompatible amb aquest sistema (i Adblock Plus específicament recomana no usar-ho per altres motius addicionals), però altres filtersets poden ser agregats escrivint les seves adreces. Una llista de conegudes subscripcions de Adblock és mantinguda en el lloc oficial de Adblock Plus. Para els qui encara vulguin usar Filterset.G, una combinació de llistes de Adblock està disponible aquí.

### EasyList
EasyList és la llista més popular de filtres pel Adblock Plus, amb més de 4 milions de subscriptors. Creada per Rick Petnel, es va tornar oficialment recomanada pel programa Adblock Plus, i les llistes de filtres per a altres llenguatges van ser construïdes damunt d'aquesta. Petnel va morir en 2009 i Palant va nomenar un usuari anomenat pel nom "Llauris2" com el nou administrador de la llista.

### Comando de filtre
Per entendre el sistema de filtrat s'aplica aquestes regles:
- * com a regla que comença o acaba. Exemple 400x300*. També es pot aplicar entre, a manera d'exemple a Imatge*.jpg.
- @@ com a regla d'excepció. Exemple:@@/imatge*, sabent que és un arxiu que comença amb imatge però en format jpg.[5]

## Premis
- PC World va triar Adblock Plus com un dels 100 millors productes de 2007.[12]